# کد باینری گلی
در ریاضیات و مهندسی الکترونیک کد باینری گلی (به انگلیسی: Binary Golay Code) نوعی از کد تصحیح خطای خطی است که در ارتباطات دیجیتال استفاده می‌شود. کد باینری گلی به همراه کد گلی سه‌تایی ارتباط عمیق و جالبی با نظریه گروه های پراکنده محدود در ریاضیات دارد . این نوع از کدها به افتخار مارسل. جی. ای. گلی نامگذاری شد که مقاله 1949 او  در معرفی این نوع کدها توسط الوین برلیکمپ "بهترین صفحه منتشر شده واحد" در نظریه کدنویسی نامیده شده است.
دو نوع کد باینری گلی مرتبط به هم وجود دارد. کد باینری گلی تعمیم یافته یا G24 (گاهی اوقات در نظریه گروه محدود "کد گلی" نامیده می‌شود) 12 بیت از داده رو به یک کلمه‌ی 24 بیتی رمز گذاری می‌کند به گونه‌ای که هر خطای 3 بیتی را می توان تصحیح کرد یا هر خطای 7 بیتی را می توان تشخیص داد. نوع دیگر کد،‌ کد باینری باینری گلی کامل است، به مختصر :‌ G23، طول کلمات کد آن 23 و محتوای آن از کد گلی تعمیم یافته، با پاک کردن یک موقعیت مختصات به دست می‌آید (متقابلا، کد باینری گلی تعمیم یافته از کد گلی کامل، با اضافه کردن بیت توازن به دست می‌آید). در نشانه گذاری استاندارد کدنویسی،‌ کدها دارای مولفه های [8, 12, 24] و [7, 12, 23] هستند که به ترتیب مربوط به طول کلمات کد ، بعد کد و حداقل فاصله‌ی همینگ بین دو کلمه‌ی کد هستند.

## تعریف ریاضی
در اصطلاح ریاضی کد باینری گلی افزوده (به انگلیسی: G24) از یک زیرفضای خطی 12 بعدی به نام W از فضای {\displaystyle F_{2}^{24}}=V از کلمات 24 بیتی تشکیل می‌شود به گونه ای که هر دو عنصر متمایزی از W در حداقل 8 مختصات تفاوت دارند. W کدی خطی نامیده می‌شود زیرا یک فضای برداری است. در کل W شامل  4096={\displaystyle 2^{12}} عنصر می‌باشد.
- عناصر W به نام کدواژه ها خوانده می‌شوند. آنها همچنین می‌توانند به عنوان زیرمجموعه هایی از یک مجموعه‌ی 24 عنصری ای تعریف بشوند،‌ که جمع به عنوان گرفتن اختلاف متقارن زیر مجموعه ها تعریف می شود.
- در کد باینری گلی افزوده همه‌ی کدواژه ها وزن همینگی از اعداد 0، 8، 12، 16 یا 24 دارند. کدواژه های وزن 8 اکتاد نامیده می‌شوند و کدواژه های وزن 12 دودکاد نامیده می‌شوند.
- اکتادهای کد G24 عناصری از S(5, 8, 24) یا سیستم استینر هستند. 759 = 3 × 11 × 23 اکتاد و 759 مکمل آن وجود دارد. نتیجه می شود که 2576 = 24 × 7 × 23 دوازدهه وجود دارد.
- دو اکتاد (که 1 مشترک دارند) در 0، 2 یا 4 مختصات در نمایش برداری باینری همدیگر را قطع می کنند (اندازه های تقاطع ممکنی در نمایش زیرمجموعه ها هستند). یک اکتاد و یک دودکاد در مختصات 2، 4 یا 6 همدیگر را قطع می کنند.
- تا زمان دوباره برچسب زدن مختصات W منحصر به فرد است.